# Pallamano maschile ai XVII Giochi del Mediterraneo
Il torneo di pallamano maschile ai XVI Giochi del Mediterraneo si è svolto dal 23 al 30 giugno 2013 presso l'Adana Lütfullah Aksungur Sports Hall di Adana.

## Riassunto gruppi
| Gruppo A                                | Gruppo B                               |
| --------------------------------------- | -------------------------------------- |
| Algeria Italia Macedonia Serbia Turchia | Croazia Egitto Grecia Slovenia Tunisia |

## Risultati

### Fase a gironi

#### Gruppo A
| Squadra   | PT | G | V | N | P | F   | S   | D   |
| --------- | -- | - | - | - | - | --- | --- | --- |
| Turchia   | 6  | 4 | 3 | 0 | 1 | 113 | 107 | +6  |
| Italia    | 4  | 4 | 2 | 0 | 2 | 109 | 108 | +9  |
| Serbia    | 4  | 4 | 2 | 0 | 2 | 112 | 93  | +19 |
| Macedonia | 4  | 4 | 2 | 0 | 2 | 90  | 109 | -19 |
| Algeria   | 2  | 4 | 1 | 0 | 3 | 95  | 110 | -15 |

|           | Algeria (bandiera) | Italia (bandiera) | Macedonia (bandiera) | Serbia (bandiera) | Turchia (bandiera) |
| --------- | ------------------ | ----------------- | -------------------- | ----------------- | ------------------ |
| Algeria   |                    | 24 – 23           | 26 – 27              | 21 – 34           | 24 – 26            |
| Italia    |                    |                   | 33 – 20              | 23 – 22           | 30 – 34            |
| Macedonia |                    |                   |                      | 19 – 27           | 24 – 23            |
| Serbia    |                    |                   |                      |                   | 29 – 30            |
| Turchia   |                    |                   |                      |                   |                    |

#### Gruppo B
| Squadra  | PT | G | V | N | P | F   | S   | D   |
| -------- | -- | - | - | - | - | --- | --- | --- |
| Croazia  | 6  | 4 | 3 | 0 | 1 | 120 | 109 | +11 |
| Egitto   | 6  | 4 | 3 | 0 | 1 | 111 | 104 | +7  |
| Slovenia | 5  | 4 | 2 | 1 | 1 | 134 | 117 | +17 |
| Tunisia  | 3  | 4 | 1 | 1 | 2 | 108 | 109 | -1  |
| Grecia   | 0  | 4 | 0 | 0 | 4 | 78  | 121 | -43 |

|          | Croazia (bandiera) | Egitto (bandiera) | Grecia (bandiera) | Slovenia (bandiera) | Tunisia (bandiera) |
| -------- | ------------------ | ----------------- | ----------------- | ------------------- | ------------------ |
| Croazia  |                    | 28 – 25           | 28 – 24           | 32 – 34             | 32 – 26            |
| Egitto   |                    |                   | 26 – 16           | 33 – 28             | 27 – 22            |
| Grecia   |                    |                   |                   | 20 – 40             | 18 – 27            |
| Slovenia |                    |                   |                   |                     | 32 – 32            |
| Tunisia  |                    |                   |                   |                     |                    |

### Fase finale
Finale 9º e 10º posto
| Adana 29 giugno 2013, ore 10:00 UTC+3 | Grecia | 21 – 26 | Algeria | Lütfullah Aksungur Sports Hall |

Finale 7º e 8º posto
| Adana 29 giugno 2013, ore 12:00 UTC+3 | Macedonia | 19 – 35 | Tunisia | Lütfullah Aksungur Sports Hall |

Finale 5º e 6º posto
| Adana 29 giugno 2013, ore 14:00 UTC+3 | Slovenia | 29 – 26 | Serbia | Lütfullah Aksungur Sports Hall |

|  | Semifinali | Semifinali | Semifinali |        |         | Finale          | Finale          | Finale          |  |
|  |            |            |            |        |         |                 |                 |                 |  |
|  | Croazia    | Croazia    | 23         |        |         |                 |                 |                 |  |
|  | Croazia    | Croazia    | 23         |        |         |                 |                 |                 |  |
|  | Italia     | Italia     | 21         |        |         |                 |                 |                 |  |
|  | Italia     | Italia     | 21         |        | Croazia | Croazia         | 23              |                 |  |
|  |            |            |            |        | Croazia | Croazia         | 23              |                 |  |
|  |            |            | Egitto     | Egitto | 28      |                 |                 |                 |  |
|  | Turchia    | Turchia    | Egitto     | Egitto | 28      | 22              |                 |                 |  |
|  | Turchia    | Turchia    |            |        |         | 22              |                 |                 |  |
|  | Egitto     | Egitto     | 25         |        |         | Finale 3º posto | Finale 3º posto | Finale 3º posto |  |
|  | Egitto     | Egitto     | 25         |        |         |                 |                 |                 |  |
|  |            |            |            |        |         |                 |                 |                 |  |
|  |            |            |            |        |         | Italia          | Italia          | 26              |  |
|  |            |            |            |        |         | Italia          | Italia          | 26              |  |
|  |            |            |            |        |         | Turchia         | Turchia         | 32              |  |

## Classifica finale
| Posizione | Paese     |
| --------- | --------- |
|           | Egitto    |
|           | Croazia   |
|           | Turchia   |
| 4         | Italia    |
| 5         | Slovenia  |
| 6         | Serbia    |
| 7         | Tunisia   |
| 8         | Macedonia |
| 9         | Algeria   |
| 10        | Croazia   |